# زنبورهای جواهر
زنبورهای جواهر (نام علمی: Chrysidoidea) نام یک بالاخانواده از زیرراسته باریک‌تنه‌داران است.